# Ротем, Давид
Давид Ротем (ивр. דוד רותם‎; 11 января 1949, Бней-Брак, Израиль — 8 июня 2015) — израильский политик, депутат (2007—2015) кнессета 17-го, 18-го и 19-го созывов от партии «Наш дом — Израиль» («НДИ»).

## Биография
Давид Ротем родился 11 января 1949 года в Бней-Браке, в семье Шалома-Шахны Ротенберга — одного из основателей партии «Поалей Агудат Исраэль», занимавшего в своё время должности генерального директора Министерства внутренних дел и председателя совета директоров «Хевра кадиша», и его жены Шейндл Табак.
Семья переехала в Иерусалим, где Давид учился в школе, а затем в ешиве «Хорев», где и получил аттестат зрелости в 1966 году. Свою учёбу он продолжил в лондонской школе Bell-Lane, а высшее образование Давид Ротем получил в иерусалимском Еврейском университете на факультете права, по окончании которого ему была присвоена степень магистра юриспруденции.
Из-за перенесённого в детстве полиомиелита не был призван на срочную службу в Армию обороны Израиля, но после окончания университета записался в ЦАХАЛ добровольцем, где, находясь в запасе, служил в военной прокуратуре до 1993 года в чине лейтенанта (сэген).

### Научная, преподавательская и юридическая деятельность
Давид Ротем работал в институте исследований еврейского права при юридическом факультете Еврейского университета.
Был ассистентом и преподавателем на юридическом факультете университета имени Бар Илана, где вёл лекции по конституционному и административному праву, законам налогообложения.
Многие годы занимался адвокатской практикой, около 20 лет проработал в должности юридического советника Совета поселений Иудеи и Самарии.

### Общественная деятельность
- Член исполнительного комитета иерусалимской больницы «Шаарей цедек»
- Член Центризбиркома, и заместитель председателя Центризбиркома
- Член Еврейско-Американского комитета
- Член совета директоров Института высоких технологий («Махон Лев», Иерусалим)
- Член совета директоров технологической теплицы «Патир»
- Член совета директоров авиакомпании «Сандор»
- Члена исполкома некоммерческой ассоциации «Йешрей лев», занимавшейся оказанием помощи неимущим престарелым и пенсионерам
- Член объединения института «Цомет» в Алон Швут
- В течение многих лет был добровольцем в гражданских отрядах по охране порядка при израильской полиции (Иерусалимский округ)

### Политическая карьера
В 2006 году Давид Ротем вступил в партию «Наш дом — Израиль»; 16 января 2007 года стал депутатом кнессета. Ротем вошёл в состав кнессета вместо Юрия Штерна скончавшегося от тяжёлой болезни. Чуть позже он сменил на должности заместителя председателя кнессета Ицхака Аароновича, ставшего министром.
На выборах 2009 года баллотировался в кнессет 18-го созыва.

### В кнессете
- Кнессет 17

16 января 2007 года — 24 февраля 2009 года (неполная каденция)
- Кнессет 18

24 февраля 2009 года — 22 января 2013 года

### Фракции
- Кнессет 17, 18, 19 созывов — НДИ

6 января 2015 года, незадолго до выборов в кнессет 20-го созыва (17 марта 2015), Давид Ротем объявил о своём выходе из партии «Наш дом Израиль» и уходе из политической жизни.

### Деятельность в президиуме кнессета
- Кнессет 17
  - Заместитель председателя кнессета

### Деятельность в комиссиях
- Кнессет 17
  - Член подкомиссии по вопросу безопасности, внешних отношений и международных торговых отношений.
  - Член законодательной комиссии
  - Член комиссии по вопросам государственного контроля

- Кнессет 18
  - Председатель законодательной комиссии
  - Член комиссии по делам кнессета
  - Член специальной комиссии по назначению судей
  - Член совместной комиссии, состоящей из комиссии по делам кнессета и законодательной комиссии, по обсуждению законопроекта «Порядок власти и закона»
  - Исполняющий обязанности в комиссии по иностранным делам и безопасности
  - Член законодательной комиссии

### Другие должности
- Кнессет 17
  - Председатель лобби по борьбе с насилием и преступностью
  - Член лобби в кнессете для продвижения контактов с христианскими общинами в мире

- Кнессет 18
  - Председатель лобби по борьбе с насилием и преступностью
  - Председатель лобби в кнессете для продвижения контактов с христианскими общинами в мире

### Законотворческая деятельность
Давид Ротем инициировал законопроект о гражданстве, согласно которому каждый получающий израильское гражданство будет обязан продекларировать свою лояльность государству Израиль.
Отрывок из текст проекта Декларации:
Я обязуюсь быть верным Израилю как еврейскому, сионистскому и демократическому государству, его символам и ценностям…
Давид Ротем, глава конституционной комиссии кнессета:
Без лояльности нет гражданства! Партия НДИ обязалась в законодательном порядке установить прочную связь между гражданством и лояльностью. Этот законопроект — первый шаг в соотнесении принципа зависимости получения израильского гражданства с декларацией о лояльности государству.

Ещё один важный закон подготовленный Давидом Ротемом — «Закон о гражданских браках».
Оба законопроекта после предварительного чтения были переданы в соответствующие комиссии кнессета, и более не обсуждались и не ставились на голосование на пленарных парламентских заседаниях.

## Личная жизнь
Женат, отец пятерых детей и дедушка девятерых внуков. Был одним из основателей рядом с родиной царя Давида древним Бейт-Лехемом, нового израильского города Эфрата, в котором жил.
8 июня 2015 года Давид Ротем умер от остановки сердца, через 5 месяцев после своего выхода из партии НДИ и ухода из политической жизни.